# Dukuh (Bayat)
Dukuh is een bestuurslaag in het regentschap Klaten van de provincie Midden-Java, Indonesië. Dukuh telt 2810 inwoners (volkstelling 2010).